# Stanisław Górny (duchowny)
Stanisław Górny (ur. 18 kwietnia 1934 w Lubniu, zm. 10 lipca 2007 w Krakowie) – polski prezbiter rzymskokatolicki, kanonik, honorowy obywatel Oświęcimia.

## Życiorys
Urodził się 18 kwietnia 1934 w Lubniu. Brat biskupa Kazimierza Górnego. W 1956 wstąpił do zakonu franciszkanów, w 1960 złożył śluby wieczyste. W 1963 przyjął święcenia prezbiteratu.
Posługiwał w Pieńsku, Krakowie, Wrocławiu i Głowience. W 1976 został inkardynowany do archidiecezji krakowskiej. W latach 1976–1977 pracował jako proboszcz w Orawce, a latach 1977–1980 w Witkowicach, gdzie był odpowiedzialny za budowę kościoła. W 1980 został przeniesiony do Oświęcimia, gdzie był kapelanem szpitalnym, następnie duszpasterzem, administratorem, a w latach 1985–1998 proboszczem parafii św. Maksymiliana. Ukończył budowę kościoła parafialnego. Po przejściu na emeryturę pozostał w parafii. Został obdarzony godnością kanonika. Pełnił funkcję kapelana Związku Podhalan w Oświęcimiu.
Zmarł 10 lipca 2007 w jednym z krakowskich szpitali, do którego trafił z ciężkimi obrażeniami po wypadku samochodowym w Libertowie na trasie Zakopane–Kraków. 14 lipca 2007 został pochowany na cmentarzu komunalnym w Oświęcimiu, w grobowcu księży parafii św. Maksymiliana.

## Wyróżnienia
W 2007 pośmiertnie nadano mu honorowe obywatelstwo Oświęcimia.